# نيكولاس لابينتي
نيكولاس ألكسندر لابينتي غوميز (من مواليد 13 أغسطس 1976)، هو لاعب تنس محترف سابق من الإكوادور. كان والده لاعبًا نجمًا في كرة السلة في كلية سانت توماس (الجامعة الآن) في مينيسوتا من عام 1963 إلى عام 1967، ولعب في فريق الإكوادور الأولمبي.
إخوته، جيوفاني وليوناردو، وعمه أندريس، وأبناء عمومته روبرتو وإميليو هم أيضًا أو كانوا في لاعبين محترفين.
بدأ لابينتي لعب التنس في سن السادسة. لفت انتباه عالم التنس لأول مرة باعتباره لاعبًا شابًا متميزًا حين فاز ببطولة أورانج بول في فلوريدا عام 1994، كما حصل أيضًا على ألقاب زوجي الناشئين في بطولة فرنسا المفتوحة (بالشراكة مع غوستافو كويرتن) وبطولة الولايات المتحدة المفتوحة.

## وصلات خارجية
- نيكولاس لابينتي على موقع رابطة محترفي التنس (الإنجليزية)
- نيكولاس لابينتي على موقع الاتحاد الدولي لكرة المضرب (الإنجليزية)
- نيكولاس لابينتي على موقع كأس ديفيز (الإنجليزية)
- نيكولاس لابينتي على موقع خلاصة التنس.كوم (الإنجليزية)
- نيكولاس لابينتي على موقع أوليمبيديا (الإنجليزية)